# Сторла (Јужна Дакота)
Сторла (енгл. Storla) насељено је место без административног статуса у америчкој савезној држави Јужна Дакота.

## Демографија
По попису из 2010. године број становника је 6, што је 9 (-60,0%) становника мање него 2000. године.
| Група             | 2000.      | 2010.      |
| Белци             | 11 (73,3%) | 6 (100,0%) |
| Афроамериканци    | 0 (0,0%)   | 0 (0,0%)   |
| Азијати           | 1 (6,7%)   | 0 (0,0%)   |
| Хиспаноамериканци | 0 (0,0%)   | 0 (0,0%)   |
| Укупно            | 15         | 6          |